# Matilda I av Nevers
Matilda I av Nevers, död 1257, var en fransk vasall. Hon var regerande grevinna av Nevers mellan 1192 och 1257. 